# アッシング
アッシング（英語：ashing ）とはフォトレジストを分解・除去するレジスト剥離、試料を加熱・燃焼し無機化合物にすること（灰化（かいか））の２つの意味を持つ。

## レジスト剥離
オゾン等のガスを導入したアッシング室内で、紫外線等の光を照射してガスとレジストの化学反応を使ってレジスト剥離をする光励起アッシングと
ガスを高周波等でプラズマ化し、そのプラズマを利用してレジストを剥離するプラズマアッシングの2つに大別される。
光励起アッシングは反応性ガスを導入した処理室内に紫外線等の光を照射して反応性ガスとレジストの化学反応を促進させながらレジストを除去する方法。
紫外線を照射することによって、フォトレジスト中の有機物の結合を切断することができる。
オゾンに紫外線が吸収されると励起状態の酸素原子が生成される。励起状態の酸素原子は強力な酸化力を持ち、結合が切断されたフォトレジストと反応して揮発除去される。
プラズマアッシングは酸素ガスを可視光線、マイクロ波等の非電離放射線でプラズマ化し、フォトレジストを酸素プラズマ中に置くと、
プラズマ中の酸素ラジカルと結合し、二酸化炭素と水になり、蒸発し剥離される。

## 灰化
サンプル中の無機化合物を測定する分析法。サンプルを灰になるまで高温で加熱し、質量が減少しなくなったときの灰の質量を測定。 
加熱する際は電気マッフル炉やマイクロ波灰化装置を使用。
またICP-AESによる分析の前に行われる。